# Relations entre l'Iran et le monde arabe
Les relations de l'Iran avec le monde arabe sont souvent très variées. Les conflits historiques du Moyen-Orient rythmaient la perception de l'Iran par ses voisins arabes. 
Des périodes de coexistence pacifique alternaient avec des périodes de conflits féroces, telle la guerre Iran-Irak (1980-1988). La Syrie et l'Iran sont néanmoins des alliés stratégiques. S'il existe une « rivalité culturelle persan/arabe », elle ne s’est jamais traduite par un affrontement ou en conflit politique majeur avant la guerre Iran-Irak de 1980. 
Dans la même décennie, la révolution iranienne de 1979 a secoué la région. Elle a représenté une menace pour les voisins arabes de l’Iran qui ont vu dans le message révolutionnaire chiite et les velléités hégémoniques du nouveau régime, un danger pour l’équilibre des puissances dans la région. Les états du Golfe persique, en prenant le parti de l’Irak ont donc amorcé une période de tensions dont on peut considérer que certaines dynamiques demeurent.

## La révolution de 1979, un tournant dans la stratégie régionale iranienne
L’insistance de cette suprématie chiite (histoire des Imams et des martyrs) rend l’exportation de la révolution difficile en dehors des pays ou le chiisme est déjà implanté comme le Liban et l’Irak. La propagande iranienne se heurte en Irak à la loyauté nationale des tribus chiites. Au Liban la propagande khomeyniste a séduit les chiites, certains groupes palestiniens ainsi que d’autres groupes islamistes du Maghreb seront réceptifs.
Dans Géopolitique du Chiisme François Thual donne un éclairage plus pointu sur la stratégie iranienne au lendemain de la révolution : Il fait remarquer la double articulation extérieure de la révolution islamique. En effet, l’Iran mène alors une politique extérieure d’influence régionale classique mais il se présente également comme le leader mondial de la révolution islamique au nom du panchiisme dont l’objectif est bien de restaurer l’islam chiite dans le monde musulman. Thual effectue un parallèle entre les volontés iraniennes qui suivent la révolution islamique et celles de l’URSS au crépuscule de la Guerre Froide : comme pour le socialisme en URSS, l’Iran a la volonté de « bâtir le chiisme dans un seul pays », c’est-à-dire de renforcer l’État Nation et de sanctuariser le chiisme avant de l’exporter.
On observe donc un double secteur de motivation géopolitique étatique et idéologique.
Pour les Gardiens de la Révolution, les communautés chiites du Moyen Orient sont au service de l’Iran mais l’Iran lui-même est au service du chiisme (qui est le véritable islam). Il y a donc à l’époque un double secteur idéologico-diplomatique : « la diplomatie iranienne n’est ni « la simple diplomatie d’un État contrôlé par une hiérarchie religieuse ni une diplomatie de panchiisme : elle est simultanément et successivement les deux ».

## L'Irak, pierre angulaire de l'évolution des relations entre l'Iran et ses voisins arabes
À la suite de la révolution islamique en Iran en 1979, l’ayatollah Khomeini appelle à renverser le régime de Saddam Hussein en Irak (alors qu’il s’était, jusqu’en 1978, réfugié en Irak, il en avait été expulsé à cause de son activisme pro-chiite). L’Irak est dirigé par les sunnites à la tête d’une population majoritairement chiite. Par peur de l’extension de l’influence iranienne dans la région, Saddam Hussein, au pouvoir depuis juillet 79, remet en cause l’accord irako-syrien d’Alger 1975.
Une participation militaire directe des pays du Golfe dans le conflit est exclue, en conséquence, ils utilisent leur principal atout et subventionnent massivement l’Irak, seul rempart possible face à la révolution islamique. Le Conseil de Coopération du Golfe créé en 1981 et dirigé d’une main de fer par l’Arabie saoudite prodigue 50 milliards de dollars à l’Irak, appuyé par les pays occidentaux.
En juin 1982 L’Iran refuse un cessez le feu alors que les Saoudiens lui proposent de payer des dommages de guerre pour les destructions irakiennes. L’Irak lance alors la « guerre des villes » et la « guerre des pétroliers » en 1984. Cette opération implique alors directement les pays du Golfe. Le conflit s’enlise et les objectifs des deux pays se radicalisent, l’Iran souhaitant ouvertement le renversement de Saddam Hussein et la mise en place d’un régime islamique en Irak. La guerre s’arrête en 1988 et se termine par un statu quo. En Juillet 1988 un cessez-le-feu est signé, et la paix est signée le 15 août 90. 13 jours plus tôt, l’Irak envahit le Koweït, c’est le début de la deuxième guerre du Golfe.
L’Invasion du Koweït par l’Irak a été un moyen pour l’Iran de réintégrer le « concert des Nations » comme un « pays normalisé ». L’Iran ressort vainqueur de cette guerre à travers un accroissement de ses revenus pétroliers et une levée des sanctions de la communauté européenne en 1990 ainsi que le retour aux accords d’Alger avec l’Irak. Ainsi pour asseoir une véritable hégémonie sur la région et stabiliser sa domination sur ses voisins arabes, l’état nourrit l’espoir de se réconcilier avec les pays du Golfe pour les convaincre qu’une présence américaine dans la région n’est pas souhaitable.

## Une nouvelle guerre froide? Le conflit Arabie saoudite - Iran
Depuis 2003 et l’invasion de l’Irak par les États-Unis, le conflit qui oppose l’Iran et l’Arabie saoudite s’est exacerbé et est devenu un des enjeux majeurs de la région.
La « paix froide irano-saoudienne instaurée pendant les années 1990 s’est transformée en guerre froide régionale » affirme le spécialiste Clément Therme. Si la comparaison est délicate, les deux pays multiplient bien les affrontements indirects pour contrôler les évolutions politiques régionales tout comme le faisaient les « deux grands » au moment de la guerre froide qui divisa le monde en deux camps. Téhéran veut se présenter comme une force stabilisatrice et développe des relations avec tous les acteurs opposés à Israël et qui sont « indépendants de l’Occident », cette question de l’indépendance est au centre de sa rivalité avec l’Arabie saoudite. Ainsi, en 2003 les dirigeants iraniens ont saisi l’opportunité de devenir un acteur politique interne au sein du nouvel Irak. Il s’y trouve un nouvel intérêt stratégique : il faut éviter l’émergence d’un régime hostile aux intérêts iraniens en Irak. La république islamique d’Iran et le royaume d’Arabie saoudite s’affrontent également pour une compétition énergétique étant tous deux des puissances pétrolières. Enfin, prétexte politique, la question religieuse est souvent présentée comme la toile de fond ou le conflit originel opposant les deux puissances. L’idéologie wahhabite dont l’alliance avec les Saoud est au cœur du régime saoudien considère les chiites comme des hérétiques qui ont un agenda de « chiitisation de l’islam » ils agitent tel un épouvantail le danger représenté par un « croissant chiite » qui encerclerait la péninsule arabique. L’Iran tente d’effacer la « révolution chiite » au profit d’une rhétorique du « réveil islamique ». Il veut incarner la puissance musulmane par excellence. 
En parallèle, les États-Unis quittent le Moyen Orient et freinent leur engagement dans bon nombre de conflits dont le conflit syrien, laissant leurs alliés saoudiens isolés et décontenancés par la fin du « parapluie sécuritaire » auquel ils étaient habitués. Ces derniers développent donc un interventionnisme en réaction à cet abandon américain qui laisse une place grandissante à l’Iran. Une série d’initiatives marquent l’affirmation régionale de l’Arabie saoudite. La campagne militaire du Yémen en mars 2015, à la tête d’une coalition arabe en est l’un des exemples. La guerre du Yémen est l’un des exemples les plus éloquents de l’avènement de cette nouvelle guerre froide entre l’Iran et l’Arabie saoudite. Tous comme les États-Unis et la Russie s’affrontaient indirectement par conflits interposés, au Vietnam, en Corée, à Berlin, les Saoudiens et les Iraniens s’affrontent par proxy wars en Syrie, au Liban et au Yémen. L’un des aspects majeurs de cette rivalité repose sur l’interaction entre les questions de sécurité internes aux deux États et leur relation bilatérale. Ils s’accusent mutuellement d’exercer une menace sur leur sécurité nationale respective. Pour l’Iran, les Saoudiens sont actifs sur le territoire iranien dans provinces à majorité sunnite comme les Baloutches sunnites et aux Molavis. De même, quand des actes de terrorisme sont commis au Khouzistan, l’Iran dénonce des liens avec l’Arabie saoudite. Il développe un argument du « complot occidental » visant à diviser le monde musulman et à affaiblir la « résistance islamique ». Pour l’Arabie saoudite, il y a également interférence de l’Iran dans les affaires internes auprès des minorités chiites saoudiennes. Les deux pays n’ont de cesse de s’accuser mutuellement d’ingérence.
L’avènement de l’affaire Khashoggi et la détermination de la Turquie à trouver et traduire les responsables de l’assassinat en justice est donc une aubaine pour l’Iran qui se satisfait de voir Mohammed ben Salmane, prince héritier saoudien dirigeant la monarchie du Golfe, mis en difficulté et accusé par une partie de la communauté internationale.
SI elles s’étaient légèrement apaisées au début des années 2010, les relations entre l’Arabie saoudite et l’Iran se sont donc de nouveau sévèrement dégradées ces dernières années avec le retour de l’Iran sur la scène internationale à la suite de l’accord sur le nucléaire iranien de 2015 puis avec la détérioration des relations irano-américaines avec l’arrivée de Donald Trump et le retour d’un embargo économique des États-Unis contre l’Iran. Les Saoudiens profitent de ce climat pour coopérer avec les États-Unis dans cet affrontement politique. En s’associant (parfois à travers des alliances de circonstance) avec l’État d’Israël, mais également les Émirats arabes unis ou les États-Unis, l’Arabie saoudite tente de repousser l’influence iranienne et l’accuse régulièrement d’attiser des divisions internes et de financer le terrorisme dans la région notamment en raison de l’action de l’Iran en Syrie.
Pour freiner l’ascension de l’Arabie saoudite au rang de véritable rival régional, le président iranien Hassan Rohani a appelé au dialogue entre les deux pays ennemis.

## État des relations entre l'Iran et ses autres voisins arabes du Golfe persique
Alors que la plupart des états du Moyen Orient voient l’Iran comme un acteur de politique étrangère habile qui a réussi à étendre son influence sur l’Irak, la Syrie, le Liban, le Yémen, l’Iran a de moins en moins de relations bilatérales concrètes et solides avec des pays arabes. Ce sont ces relations bilatérales que l’Iran essaie d’entretenir avec les monarchies pétrolières du Qatar, du Koweït, des Émirats Arabes Unis et d’Oman profitant des tensions présentes entre ces pays eux-mêmes depuis la crise liée au Qatar en 2017.
Ces États ont profité de ces rapprochements pour pratiquer une forme de hedging (concept de relations internationales selon lequel un état tente d’équilibrer ses relations extérieures pour éviter une trop grande dépendance à une entité singulière) pour contrebalancer l’influence de l’Arabie saoudite. C’est cette politique qui a révélé les faiblesses des liens entre les pays du Golfe lors de la crise qatarie. Les difficultés rencontrées par l’Iran en raison de la résurgence de l’embargo américain force le pays à reconnaître la nécessité de résoudre les tensions régionales afin d’obtenir une stabilité régionale mais aussi domestique. Ainsi, l’Iran s’essaye à la création d’un plan de sécurité régionale incluant les préoccupations de tous les états du Golfe persique excepté la grande ennemie saoudienne.